# Let's Talk About Love (EP)
Let's Talk About Love é o segundo extended Play (EP) do cantor sul-coreano Seungri. Seu lançamento realizou-se através de formato digital em 19 de agosto de 2013 e dois dias depois, ocorreu seu lançamento em formato físico pela YG Entertainment. A canção "Gotta Talk to U", serviu como seu single principal e foi lançada na mesma data do EP.
Comercialmente, Let's Talk About Love obteve um desempenho exitoso, alcançando o topo da parada sul-coreana Gaon Album Chart e de número dois na parada estadunidense Billboard World Albums.

## Antecedentes, desenvolvimento e lançamento
Após o lançamento de seu EP de estreia V.V.I.P em janeiro de 2011, Seungri decidiu focar-se em outras atividades. Durante o período, ele revelou ter perdido sua confiança na música e que se sentiu desanimado, devido sua avaliação sobre os outros membros de seu grupo Big Bang, o qual considerou como altamente talentosos, dessa forma, Seungri optou por seguir uma carreira diferente da música. Entretanto, após encerrar suas atividades de atuação no Japão em 2012 e retornar a Coreia do Sul, ele participou de uma reunião com Yang Hyun-suk, executivo da YG Entertainment, que o aconselhou a trabalhar como produtor de seu segundo EP, apesar de inicialmente, Seungri não ter se sentido confiante com a ideia.
O processo de produção de Let's Talk About Love levou cerca de dois anos para ser concluído e resultou em sete canções compostas pelo próprio. Sobre o estágio de concepção do EP, Seungri comentou:
| “ | [...] Como o mais jovem do Big Bang, eu queria produzir algo com o qual todos pudessem se orgulhar. Este álbum, mesmo antes do lançamento, já mudou minha vida de forma significativa e consegui me tornar mais maduro através do processo de produção. | ” |

Antecedendo o lançamento de Let's Talk About Love, a YG Entertainment divulgou diversas imagens promocionais contendo informações que incluíram sua data de lançamento e respectiva lista de faixas. O EP foi lançado em formato digital em 19 de agosto de 2013 e em formato físico em 21 de agosto, o que incluiu neste último, duas versões de capas diferentes e uma versão remix do single "Gotta Talk To U" como faixa bônus.

## Recepção

### Crítica profissional
Let's Talk About Love recebeu avaliações geralmente positivas da crítica especializada. Jeff Benjamin da Billboard, descreveu-o como um álbum que "exibe a afinidade de Seungri com o pop de alta qualidade e com sons de electro-pop", além disso, nomeou a faixa "Let's Talk About Love" como uma das canções de destaque do EP, acrescentando que a mesma "é uma das faixas coreanas mais acessíveis lançadas no ano [de 2013]".

## Lista de faixas
| Let's Talk About Love – Edição digital |                                                                  |                            |                                     |                            |         |  |
| N.º                                    | Título                                                           | Letras                     | Música                              | Arranjos                   | Duração |  |
| 1.                                     | "Let`s Talk About Love" (com participação de G-Dragon & Taeyang) | Seungri, G-Dragon, Taeyang | Seungri, Ham Seung-Chun, Ukjin Kang | Ham Seung-Chun, Ukjin Kang | 3:26    |  |
| 2.                                     | "Gotta Talk to U" (할말 있어요; Halmal iss-eoyo)                 | Seungri                    | Seungri, Ham Seung-Chun, Ukjin Kang | Ham Seung-Chun, Ukjin Kang | 3:35    |  |
| 3.                                     | "GG Be" (지지베; Jijibe; com participação de Jennie Kim)         | Ukjin Kang, Seungri        | Ukjin Kang, Seungri, P.K            | P.K                        | 3:37    |  |
| 4.                                     | "Come to My" (그딴 거 없어; Geuttan geo eobs-eo)                 | Seungri                    | Seungri, P.K                        | P.K                        | 3:37    |  |
| 5.                                     | "You Hoooo!!!"                                                   | Seungri                    | Seungri, Ham Seung-Chun, Ukjin Kang | Ham Seung-Chun, Ukjin Kang | 3:39    |  |
| 6.                                     | "Love Box"                                                       | Seungri                    | Seungri, Ham Seung-Chun, Ukjin Kang | Ham Seung-Chun, Ukjin Kang | 3:27    |  |
| Duração total:                         | Duração total:                                                   | Duração total:             | Duração total:                      | Duração total:             | 21:22   |  |

| Let's Talk About Love – Edição física (faixa bônus) |                                                                    |         |                                     |                            |         |  |
| N.º                                                 | Título                                                             | Letras  | Música                              | Arranjos                   | Duração |  |
| 7.                                                  | "Gotta Talk To U (Hard Remix Ver.)" (할말 있어요; Halmal iss-eoyo) | Seungri | Seungri, Ham Seung-Chun, Ukjin Kang | Ham Seung-Chun, Ukjin Kang | 4:44    |  |

## Desempenho nas paradas musicais
Após seu lançamento em formato digital em 19 de agosto de 2013, Let's Talk About Love atingiu o topo do iTunes Top Albums em Hong Kong, Taiwan e Tailândia, além de posicionar-se dentro do top 200 de catorze países. Na Coreia do Sul, o EP estreou em número um na Gaon Album Chart, onde permaneceu por duas semanas consecutivas e todas as suas canções figuraram nas paradas Gaon Digital Chart e Billboard K-Pop Hot 100. Adicionalmente, Let's Talk About Love obteve vendas de 77,532 mil cópias durante o ano de 2013 no país.
Nos Estados Unidos, o EP posicionou-se em número dois na Billboard World Albums e obteve pico de número 34 na Billboard Heatseekers Albums.

### Posições
| Paradas (2013)                                | Melhor posição |
| --------------------------------------------- | -------------- |
| Coreia do Sul (Gaon Weekly Albums Chart)      | 1              |
| Coreia do Sul (Gaon Monthly Albums Chart)     | 4              |
| Coreia do Sul (Gaon Yearly Albums Chart)      | 30             |
| Estados Unidos (Billboard Heatseekers Albums) | 34             |
| Estados Unidos (Billboard World Albums)       | 2              |

## Histórico de lançamento
| Região        | Data                 | Formato          | Gravadora                 |
| ------------- | -------------------- | ---------------- | ------------------------- |
| Mundo         | 19 de agosto de 2013 | Download digital | YG Entertainment          |
| Coreia do Sul | 19 de agosto de 2013 | Download digital | YG Entertainment          |
| Coreia do Sul | 21 de agosto de 2013 | CD               | YG Entertainment KT Music |